# Letanía de los santos
La letanía de los santos es una oración que solicita la intercesión de todos los santos cristianos, esto es, de aquellos que han sido reconocidos como modelos de conducta bajo la cosmovisión cristiana. De acuerdo con el dogma de la Iglesia católica y también de la Iglesia ortodoxa, los santos interceden por aquellos que se encuentran en vida. Es uno de los ruegos más solemnes de la Iglesia católica.[cita requerida]

## Uso como oración solemne del rito romano
La oración en forma de letanía actualmente queda en la Iglesia católica como vestigio de otras épocas en que eran muy habituales: diversas oraciones en la misa y fuera de ella quedan como prenda de este uso, como son el Kyrie eleison o el Agnus Dei, o las Letanías lauretanas en honor a la Virgen, en el rezo del Rosario, si bien, esta invocación a los santos es usada solamente en las ocasiones más solemnes e importantes de la liturgia cristiana: en la liturgia más importante del año, la Vigilia Pascual se pide la protección de la iglesia celeste por todo el pueblo cristiano y en especial por aquellos que se incorporarán a la Iglesia por el bautismo con las aguas bendecidas esa noche solemne. 
Otras ocasiones de gran importancia en las que también se utiliza son las Dedicaciones de nuevas iglesias y altares o las ordenaciones de diáconos, sacerdotes u obispos, así como bendiciones de abades, abadesas y vírgenes, como actos de consagración a Dios de la mayor envergadura, sea de un edificio material como de la asunción personal de una opción radical de vida evangélica. También se cantan en la canonización de nuevos santos o en el inicio del cónclave para elegir nuevo papa, actos del magisterio papal de suma importancia. 
Además de estos actos, queda también abierto su uso en la devoción personal y en las súplicas ante necesidades graves e importantes, en las que se implora la invocación no de un santo, tenido como protector ante una determinada necesidad, sino de toda la corte celeste. También es cantada en los ritos de desagravio y en funerales del sumo pontífice de la iglesia, de los cardenales, obispos, presbíteros y diáconos, entre otros eclesiásticos, como canto de entrada, durante el responso o cuando es sepultado dicho cadáver, también cuando es ingresado al templo para su velatorio.

## Secciones
El rezo de la letanía de los santos, aunque puede ser tanto ampliada como reducida según parezca conveniente, siempre dentro de lo marcado en la liturgia oficial de la Iglesia (en los bautismos de niños se utiliza una sección muy breve, por ejemplo), siempre cuenta con una estructura fija e inalterable:
- I. Súplica a Dios: Se inicia con la aclamación Kyrie eleison, Señor, ten piedad, y, en su versión extendida, según consta en el Gradual Romano, la súplica trinitaria, "Dios Padre celestial, ten misericordia de nosotros; Dios Hijo, redentor del mundo, ten misericordia de nosotros, etc."
- II. Invocaciones a los santos: Después siguen las invocaciones a los santos propiamente dichas. Se enuncia su nombre y se responde con la petición de "ruega (rueguen, rogad) por nosotros (por él/ella, en casos concretos)". Los santos siempre se enuncian con un orden jerárquico definido e inalterable. Como muestra, la lista usada en la solemne Vigilia Pascual, si bien existe una lista más completa.
  - a) Virgen María (con una o diversas invocaciones):
    - Santa María, Madre de Dios,

  - b) Santos ángeles, patriarcas y profetas:
    - San Miguel,
    - San Gabriel,
    - San Rafael,
    - Santos ángeles de Dios,
    - San Abraham,
    - San Juan Bautista,
    - San José,

  - c) Santos apóstoles, evangelistas y discípulos del Señor (sin distinción de sexos en ningún apartado, más que los obvios):
    - Santos Pedro y Pablo,
    - San Andrés,
    - San Juan y Santiago,
    - San Mateo,
    - San Marcos,
    - Santa María Magdalena,

  - d) Santos mártires:
    - San Esteban,
    - San Ignacio de Antioquía,
    - San Policarpo,
    - San Justino,
    - San Lorenzo,
    - Santa Inés,

  - e) Santos obispos, doctores y padres de la Iglesia:
    - San León,
    - San Gregorio Magno,
    - San Agustín,
    - San Atanasio,
    - San Basilio,
    - San Martín,

  - f) Santos presbíteros y religiosos:
    - San Benito,
    - Santos Francisco y Domingo,
    - San Francisco Javier,
    - San Juan María Vianney,
    - Santa Catalina de Siena,
    - Santa Teresa de Ávila,

  - g)Santos laicos: (en la lista pascual no se nombra ninguno, pero aquí suelen constar, en listas más amplias, santa Mónica, san Fernando o santa Isabel)
  - f) Invocación genérica: Santos y Santas de Dios.

Esta lista es, respetando su formato original para cada una de las celebraciones litúrgicas, ampliable; es más, se recomienda que se haga con los santos (nunca beatos) patronos del lugar o de protección especial, pero siempre respetando el orden jerárquico establecido y no con un simple añadido al principio o al final, como se ve en algunos sitios de Internet.
- III. Invocaciones a Cristo: Invocaciones y peticiones de protección al Señor sobre diversas aflicciones, por los méritos de su vida, muerte y resurrección, tales como
  - De todo mal, líbranos, Señor. (...)
  - Por tu encarnación, líbranos, Señor.
  - Por tu muerte y resurrección, líbranos, Señor.

- IV. Súplicas por diversas necesidad: Sigue la parte más variable, en la que, a modo de oración universal, se pide por las necesidades de los reunidos y por quienes se invoca (ordenandos en una ordenación, catecúmenos en el bautismos, etc.). Se responde con "Te rogamos, óyenos".
  - Nosotros, que somos pecadores, te rogamos, óyenos.
  - Para que (...), te rogamos, óyenos.
  - Jesús, Hijo de Dios vivo, te rogamos, óyenos

- V. Conclusión: Como conclusión, se añade el típico: Cristo óyenos, Cristo escúchanos, o también, en las versiones más extensas, la letanía con el "Cordero de Dios que quitas el pecado del mundo, escúchanos, Señor", etc., además de una oración conclusiva, dirigida a Dios.

Esta fórmula tan completa y solemne además, se realiza siempre cantada y puestos de rodillas, a excepción de los domingos y en el tiempo de Pascua, en que se hace estando de pie.

## Indulgencia
El Enchiridion Indulgentiarum de 2004 concede la indulgencia parcial a los fieles de Cristo que rezan piadosamente las Letanías.